# Joel Adams
Joel Adams (Brisbane, 16 dicembre 1996) è un cantautore e produttore discografico australiano, e noto in tutto il mondo per il singolo Please Don't Go.
Ha raggiunto la sua popolarità nel 2012 per aver cantato la canzone The Girl Is Mine di Michael Jackson e di Paul McCartney ad X-Factor Australia.

## Discografia
- 2015 - Please Don't Go